# كيلي باريس
كيلي باريس (بالإنجليزية: Kelly Paris)‏ هو لاعب كرة قاعدة أمريكي، ولد في 17 أكتوبر 1957 في إنسينو ‏ في الولايات المتحدة.

## وصلات خارجية
- كيلي باريس على موقعبيزبول رفرنس.كوم (الدوري الرئيسي) (الإنجليزية)
- كيلي باريس على موقعبيزبول رفرنس.كوم (الدوري الثانوي) (الإنجليزية)